# Râul Valea Rorii, Bazna
Râul Valea Rorii este un curs de apă, afluent al râului Bazna. 